# ナジャ・ヒグル
ナジャ・ヒグル（セルビア語:Нађа Хигл / Nađa Higl、Nadja Higl の綴りも、1987年1月2日 - ）は、セルビアの水泳選手である。ユーゴスラビア社会主義連邦共和国・セルビア社会主義共和国（現セルビア共和国）のパンチェヴォ生まれ。2009年7月31日、ローマで行われた2009年世界水泳選手権の、女子200メートル平泳ぎにてヨーロッパ新記録の2:21,62を記録し、優勝した。ヒグルは、セルビア女性で初めて水泳の世界チャンピオンとなった。
2008年の北京オリンピックでは100メートルと200メートルの平泳ぎに挑んだが、準決勝でそれぞれ43位、33位に終わった。2009年夏季ユニバーシアードでは、100メートル平泳ぎと200メートル平泳ぎでそれぞれ銀メダルを受賞した。